# Port lotniczy Vincent Fayks
Port lotniczy Vincent Fayks (IATA: OEM, ICAO: SMPA) – port lotniczy położony w miejscowości Paloemeu w Surinamie.

## Linie lotnicze i połączenia
- Caricom Airways (Port lotniczy Paramaribo-Zorg en Hoop)